# Торговый капитал
Торговый капитал — обособившаяся часть промышленного капитала, применяемая отдельной группой капиталистов в сфере обращения. Его специфической функцией является обслуживание процесса реализации товаров и заключенной в них прибавочной стоимости. В докапиталистических формациях торговый капитал являлся самостоятельной и господствующей формой капитала.

## История
Торговый капитал возник задолго до зарождения капиталистического способа производства и исторически предшествовал промышленному капиталу. В период разложения феодализма он активно содействовал становлению капиталистического способа производства, ускоряя разорение мелких товаропроизводителей, вовлекая натуральное хозяйство феодалов в рыночные отношения, подчинял его целям наживы и обогащения. Торговому капиталу принадлежала важная роль в развитии экономических связей между районами и странами, в формировании национального и мирового рынка.

## Функции торгового капитала
1. Конечной целью функционирования торгового капитала является получение торговой прибыли.
2. Превращение товарного капитала в денежный, т. е. реализации.
3. Торговый капитал ускоряет скорость оборота совокупного капитала.
4. Торговый капитал стимулирует спрос при помощи рекламы.
5. Торговый капитал расширяет рынки сбыта.[3]

## Особенности современного торгового капитала
1. Между торговым и промышленным капиталами устанавливаются тесные связи в форме контрактных соглашений, которые охватывают огромное число участников и создают целые системы.
2. Образуются крупные торговые фирмы, обслуживающие сбыт продукции многих промышленных фирм.
3. Образуются крупнейшие торговые фирмы, сосредотачивающие в своих руках огромную массу товарооборота, диктующие правила поведения только не только потребителю, но и производителю.[3]